# Cheilotrichia fuscocincta
Cheilotrichia fuscocincta är en tvåvingeart som först beskrevs av Alexander 1940.  Cheilotrichia fuscocincta ingår i släktet Cheilotrichia och familjen småharkrankar. Inga underarter finns listade i Catalogue of Life.